# Ludwig Borchardt

Ludwig Borchardt

Ludwig Borchardt (n. 5 octombrie 1863 - d. 12 august 1938) a fost un egiptolog german.
Este cunoscut mai ales pentru faptul că a descoperit bustul lui Nefertiti.
A studiat arhitectura și egiptologia.
În 1895 călătorește la Cairo unde întocmește, împreună cu Gaston Maspero, Catalogul General al Muzeului din Cairo (Catalogue Général du Musée du Caire).
Ulterior își orientează activitatea către zona sudică a Egiptului și inițiază săpături la Amarna, unde, în 1912, realizează descoperirea vieții sale: bustul din calcar al reginei Nefertiti, realizat prin 1345 î.Hr. de către sculptorul Thutmose.

## Scrieri

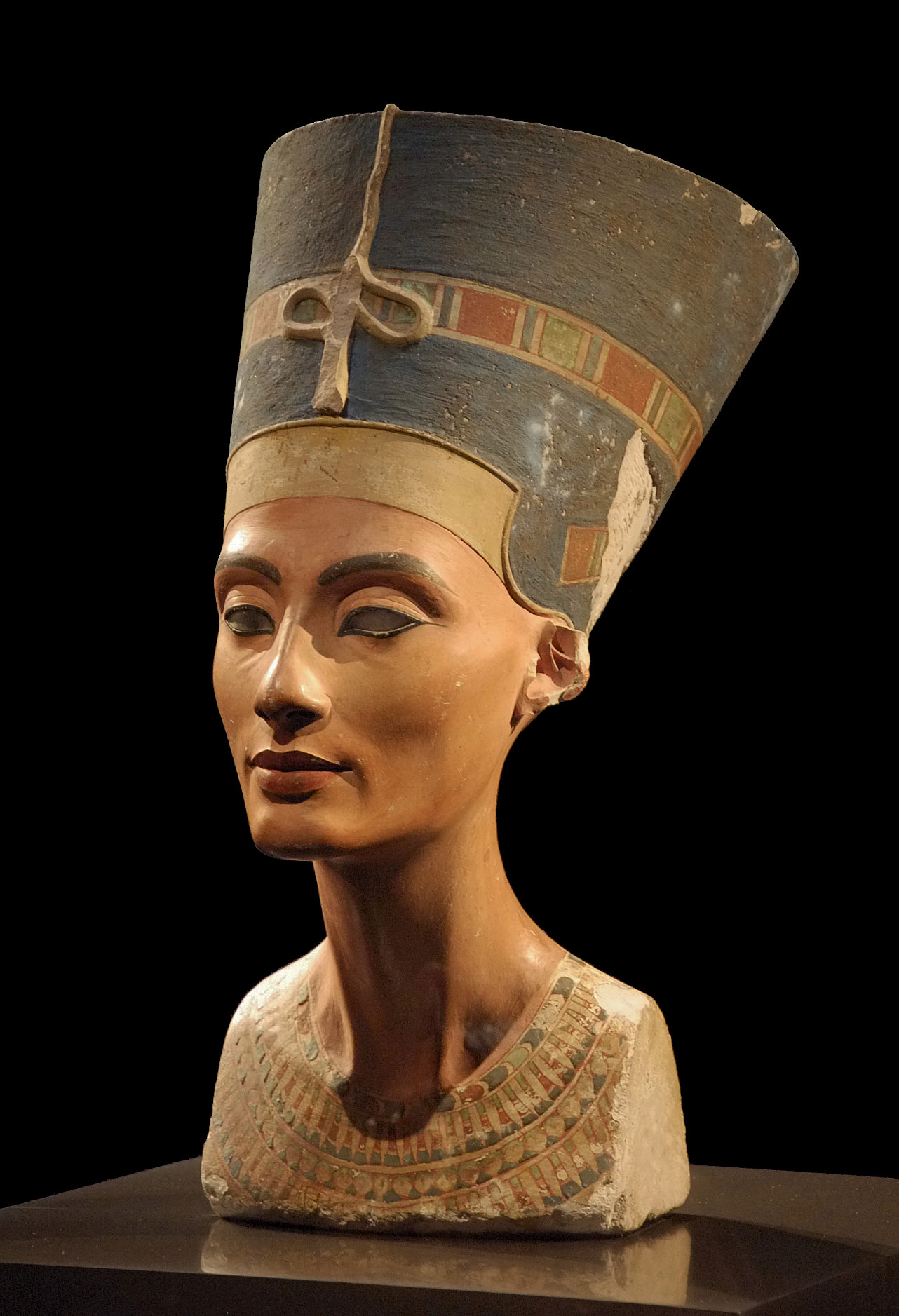
Bustul lui Nefertiti, aflat în prezent la Muzeul Egiptean din Berlin, cea mai importantă descoperire a lui Borchardt

- 1905: Baugeschichte des Amontempels von Karnak (Istoria construirii templului lui Amon din Karnak)
- 1917: Die Annalen und die zeitliche Festlegung des Alten Reiches der ägyptischen Geschichte (Analele și ctitoriile Vechiului Regat din istoria Egiptului)
- 1917 - 1938: Quellen und Forschungen zur Zeitbestimmung der Ägyptischen Geschichte (în 3 volume: Izvoare și cercetări pentru stabilirea cronologiei istoriei egiptene).